# 詩のボクシング
詩のボクシング（しのボクシング）は、ボクシングのリングに見立てた舞台の上で2人の朗読者が自作の詩などを朗読し、どちらの表現がより観客の心に届いたかを競うイベント。1997年10月に音声詩人・映像作家の楠かつのりが声の言葉による新たな表現を見出すために日本朗読ボクシング協会 (JAPAN READING BOXING ASSOCIATION = JRBA) を設立、以後その実践の場として開催している。キャッチコピーを「声と言葉のスポーツ」、「声と言葉の格闘技」としている。
一般参加者によるトーナメント制の地方大会は、1999以降これまでに43都道府県で開催されている。また、2001年から2013年まで各年に地方大会でチャンピオンになった朗読ボクサーが集い自作朗読による日本チャンピオンを決める全国大会を年に1度開催。2014年以降は不定期に選抜式全国大会を開催する形式に移行する。
一方、「詩のボクシング」に出場経験のある者の中から表現力ある朗読ボクサーを選抜して選抜式「詩のボクシング」全国大会が沖縄県、福岡県、高知県、北海道、岐阜県などで不定期に開催されてもいる。
さらには、全国大会としてこれまでに高校生による「詩のボクシング」全国大会、障害者による「詩のボクシング」全国大会、吃音者による「詩のボクシング」全国大会などを開催している。

## 概要
「詩のボクシング」は当初、詩人や作家、ミュージシャンなどの対戦として行われていた。1997年10月26日の第1回「自作朗読による世界ライト級王座決定戦」では、詩人で作家のねじめ正一と女性詩人の阿賀猥による対戦が組まれ、判定の結果ねじめが初代チャンピオンとなった。第2回大会ではそのねじめに谷川俊太郎が挑戦。結果は谷川が勝利し、2代目チャンピオンとなる。続いて詩人の白石かずこと詩人の平田俊子が対戦し3代目チャンピオンには平田が、そして平田に挑戦した作家の島田雅彦が勝利し4代目チャンピオンに就いた。2001年に5代目を決めるタイトルマッチでは、チャンピオンの島田にミュージシャンのサンプラザ中野が挑戦し、島田が王座を防衛した。
2015年10月24日に2001年以降中断していたタイトルマッチが15年振りにミュージシャンの松永天馬とマラソンランナーのささりん佐々木秀行との間で行われる。
1999年からは、楠かつのりが考案したルールとジャッジ判定法によって一般参加の予選通過した16人の朗読ボクサーがトーナメント方式で朗読力を競う「詩のボクシング」トーナメント戦が始まった。このトーナメント戦が全国に広がり、これまでに32都道府県で大会が開催されている。また、年に一度、各地でチャンピオンになった朗読ボクサーが日本一を決める全国大会が開催されている。
この一般参加による「予選を通過した朗読者がトーナメント方式で対決する」イベントは楠かつのりの「詩のボクシング」を広める積極的な活動をメディアが取り上げられるなどして全国に広まった。多数の都道府県（2013年時点で43都道府県）で地方大会が行われ、2001年からは年に一度、各地方大会のチャンピオンから日本一を決める全国大会も開催されている。
現在「詩のボクシング」として一般的に知られているものは、1999年以降の一般参加によるトーナメントである。2003年の福井県、2005年の山口県下関市巌流島、2007年の国民文化祭で公式行事となるなど、市町村の催し内で行われたこともあった。

## ルール

### 予選
地方大会開催の数日から数週間前に、大会出場者16名を選抜する予選会が行われる。予選はトーナメント制の対戦ではなく、一種のオーディションあるいはワークショップのような形式で進行される。予選参加者各自がひとり1回の自作朗読を行い、予選審査員が全員の結果を判断して本大会出場者を決定する。

### 本選
一般参加型の詩のボクシング地方大会における主なルールを解説する。なお、各大会によって細部は異なる場合がある。
参加資格前提として15歳以上に限られる。また地方大会によっては、近隣都道府県の出身者、近隣都道府県の居住者に限定されるケースもある。
持ち時間ひとり1試合3分。時間内であれば何作品を読んでもよい。必ずしも3分を使い切る必要はない。3分が経つとゴングが鳴らされ、朗読は制止される。
朗読作品自作のものに限られる。服装、小道具は自由だが、楽器などの音の出るものは使用を禁止されている。大会によるが作品の既発表、未発表は問われない。川柳、ボイスパフォーマンス、掌編など、詩に限らない表現も可。
トーナメント制出場者16名が2名ずつ対戦を行い、勝者のみが次の対戦へと進む。対戦を勝ち抜いてきた2名による決勝戦にて、最終的なチャンピオンが決定される。
対戦青コーナーが先攻。最大3分間の朗読を行う。青赤2名の朗読終了後、審査員によるジャッジが行われ勝敗が決定される。
審査員勝敗を決定する役割を担う。大会主催者側によって、楠かつのりを含む奇数名が選ばれこの任につく。
ジャッジ審査員1名の持ち点は1票。青または赤に投じられ、全審査員の投票中、過半数を占めた朗読ボクサーが勝者となる。あるいは会場にいる観客による観客ジャッジ制を導入することもある。
決勝戦決勝戦のみ2ラウンド制となる。第一ラウンドは従来戦と同じ最大3分間の朗読。第二ラウンドは朗読開始直前に「お題」を与えられる3分間の即興朗読。決勝戦ではこの両ラウンドを総合しての評価でジャッジが行われる。
なお、初期の『活字のプロ』による対戦時のルールは、対戦者の朗読時間各3分を1ラウンドとした10ラウンド制（第10ラウンドはお題による即興詩の朗読）であった。ラウンド途中でどちらか一方が何らかの事由で朗読を続行出来なかった時点でその者はノックアウトとされ、10ラウンドで決着がつかなかった場合はジャッジ3名の採点による判定で勝敗を決するという、実際のボクシングさながらのルールであった。

### その他の開催
1998年には、小学生の5人1チームによる団体戦も行われるようになった。一部小学校、中学校、高校の授業や総合的学習の時間に取り入れられ、行われた例もある。
2000年9月17日には2人でタッグを組んで闘う詩のボクシングタッグマッチが開催された。「福島泰樹・立松和平」対「巻上公一・楠かつのり」という顔合わせで、初代タッグチャンピオンの座には巻上と楠のタッグチームが就いた。
全国の高校生が参加する高校生「詩のボクシング」全国大会も行われている。
さらに、「詩のボクシング」の影響力は目を見張るものがあり、俳句甲子園やピン芸人のR-1グランプリなどなど真似るものも出てきている。

## 外部への影響
俳句甲子園俳句甲子園は1998年から1999年にかけての発足前後、「俳句ボクシング」という名称を用いていた 。
M-1グランプリ、R-1ぐらんぷりかつて詩のボクシング岡山大会は、吉本興業の出店であり岡山市の第三セクターが管理していた三丁目劇場（2006年現在、吉本興業は撤退している）にて開催されていた。審査委員には吉本興業所属の人物が含まれ、第3回岡山大会にはだいたひかるが出場する。だいたひかるは詩のボクシング岡山大会を2回戦で敗退したが、その後のR-1ぐらんぷりでは優勝を獲得している。

## 各界の評価
- 評論家の三浦雅士は「詩歌の世界に革命を起こした」と指摘した。
- 島田雅彦vsサンプラザ中野の対戦にジャッジとして参加した美輪明宏は「日本でもやっとこういった遊びができるようになった」と評価した。
- TBSのニュース23で特集が組まれた際、筑紫哲也は「これで現代の詩に風穴が明く」とコメントした。
- 名称に詩を冠しているが、実際に行われる表現が詩歌に類するものとは限らない。また朗読者のキャラクター性や即応力など、活字上での詩作とは違った力を試される場でもある。このことから、狙いや方向性の違いが理解されるまでの過程では、詩歌の愛好家を中心として違和感、否定的意見も発せられていた。今では詩歌の愛好家の中にも理解を示し、協力する人たちが増えた。

## 備考
- 詩のボクシングでは朗読者を「朗読ボクサー」と呼ぶ。
- 日本朗読ボクシング協会での楠かつのりの役職名は「代表」。
- 「詩のボクシング」は登録商標である。
- 一般参加形式の全国大会では、ジャッジとして、過去、川上弘美、大林宣彦、天野祐吉、香山リカ、ルー大柴、加賀美幸子、江國香織、森絵都、関川夏央、鈴木史朗、ピーター・バラカン、山田五郎、しりあがり寿、ヤノベケンジ、俵万智、黛まどか、国本武春、蛭子能収、ダンカン、嵐山光三郎、泉麻人、糸井重里、奈良美智、岡本敏子、立松和平、束芋など幅広いジャンルの著名人が担当している。

## マスメディアの紹介
- ズームイン!!(日本テレビ)
- はなまるマーケット (TBS)
- めざましテレビ (フジテレビ)
- スーパーJチャンネル（テレビ朝日)
- ニュース23 (TBS) - 1997年の初大会、1998年の福島泰樹vs楠かつのり戦を特集。
- ワールドビジネスサテライト (テレビ東京)
- 課外授業 ようこそ先輩 (NHK) - 楠かつのりが出演。
- 「詩のボクシング」シリーズ (NHK) - 1998年以降、全国大会等を1～2時間番組として放映。
- その他、地方局作成枠、ラジオ、新聞、雑誌等。

## 関連書籍
- 楠かつのり『詩のボクシング 声の力』東京書籍 1999年 ISBN 448779434X
- 楠かつのり『「詩のボクシング」って何だ!?』新書館 2002年 ISBN 4403210775
- 楠かつのり『からだが弾む日本語』宝島社 2002年 ISBN 4796626360
- 楠かつのり『詩のボクシング 声と言葉のスポーツ』東京書籍 2005年 ISBN 4487798795